# Стрільці
Стрільці (рос. стрельцы) — воїни регулярного пішого війська в Московській державі XVI — початку XVIII століть, озброєні вогнепальною зброєю. Були учасниками ряду антиурядових виступів XVII століття, зокрема, стрілецьких бунтів 1682 і 1698. Первісно стрілецьке військо комплектувалося на основі набору з вільного міського і сільського населення, надалі їхня служба стала довічною і спадковою. Стрільці отримували жалування грішми, хлібом, іноді землею. Проживали в окремих стрілецьких слободах, мали сім'ї та право займатися ремеслами та торгівлею.

## Назва
У сучасній російській мові слово стрельцы (дореф. стрѣльцы) вживається обмежено, тільки щодо регулярного московського піхотного війська XVI — XVIII ст. і деяких інших історичних збройних формувань (польських стрільців та ін.), у той час як щодо сучасних військ вживається назва стрелки́ (горные стрелки, мотострелки). Первісно стрільцями називали воїнів, озброєних луками зі стрілами, а також мисливців. Деякі іноземці називали стрільців на західний лад «мушкетерами».

## Історія
Попередниками стрільців як озброєної рушницями піхоти були ополченці-пищальники. У 1550 створене перше стрілецьке військо з 3 000 осіб (але деякі джерела відносять початок формування стрілецьких військ до 1540-х). Стрільців розділили на 6 «статей» (приказів), по 500 осіб у кожній. Командували стрілецькими статтями голови з дітей боярських: Григорій Желобов син Пушешников, Матвій (Дьяк) Іванов син Ржевський, Іван Семенов син Черемесинов, Василій Фуников син Прончищев, Федір Іванов син Дурасов та Яків Степанов син Бундов. Бойове хрещення московські стрільці прийняли під час облоги і штурму Казані в 1552 й надалі були неодмінними учасниками всіх основних військових кампаній. У мирний час стрільці московські і городові несли гарнізонну службу, виконуючи в містах функції поліцейських і пожежників.

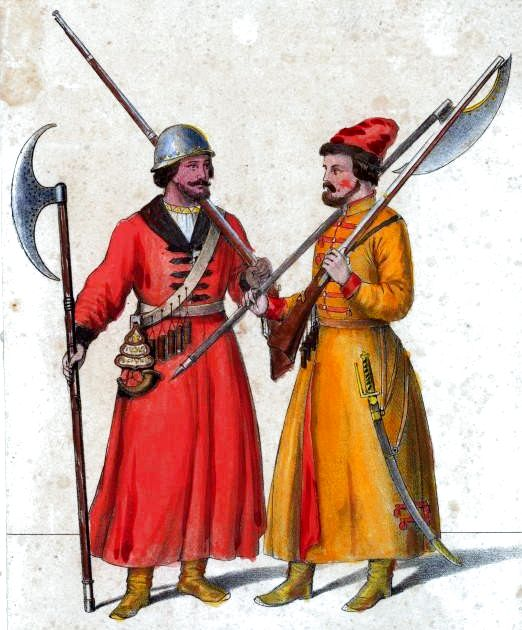
Стрільці. Малюнок XIX століття

Набір до стрілецького війська традиційно проводився з «гулящих людей»: «не тяглих, і не рільних, і не кріпаків», «молодих і спритних і із самопалів стріляти здатних» («не тяглых, и не пашенных, и не крѣпостных», «молодых и резвых и из самопалов стрѣлять гораздых»).

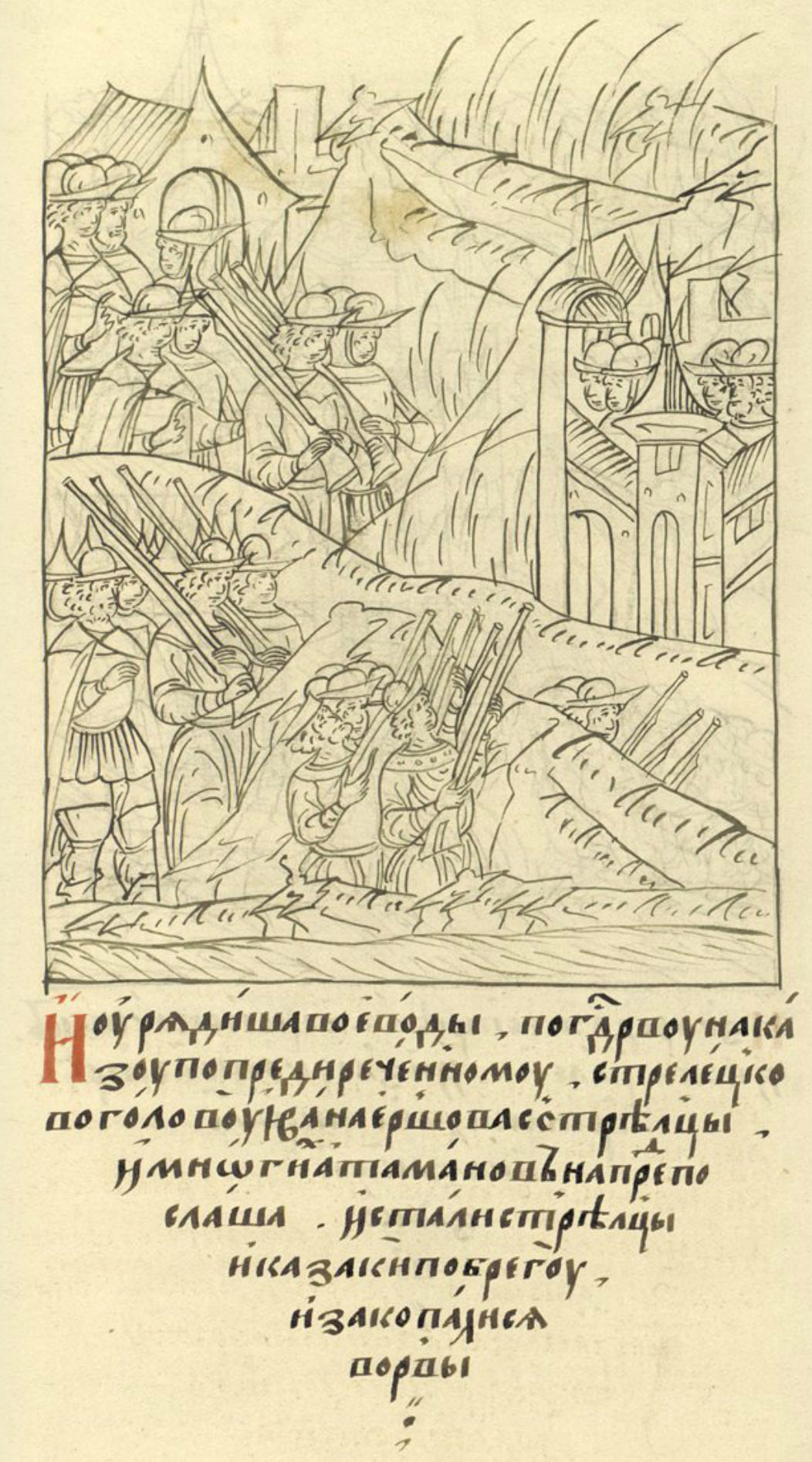
Облога Казані. Мініатюра Лицевого літописного зводу. XVI ст. «І стали стрільці і козаки по берегу, і закопались у рови»

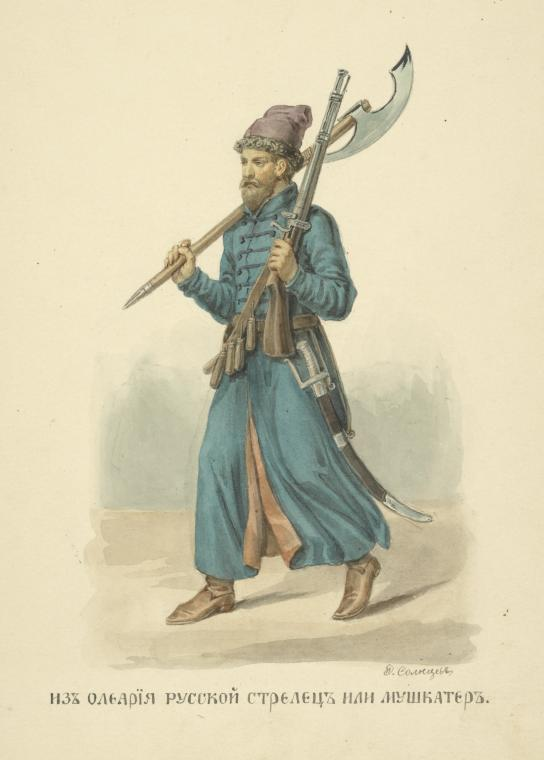
Федір Солнцев «З Олеарія російський стрілець чи мушкетер», 1869

Для управління стрілецьким військом у середині 1550-х створена Стрілецька ізба, пізніше перейменована в Стрілецький приказ. Необхідні для утримання стрільців кошти і продовольство надходили в розпорядження Стрілецького приказу із різних відомств, в управлінні яких перебували тягле населення міст і чорносошне селянство. На цих категоріях жителів Московської держави лежав весь тягар казенних повинностей, у тому числі обов'язок по уплаті спеціального податку — «пищальних грошей», а також збирання «стрілецького хліба». У 1679 для більшості міських жителів і чорних селян північних і північно-східних повітів колишні податі були замінені одним податком — «стрілецькими грішми».
Стрільці ділилися на «стременних» (до 2000 осіб), що складали особисту охорону царя, московських стрільців та стрільців окраїнних («українних») міст, де вони складали гарнізони.
Молодший командний склад складали десятники і п'ятидесятники. Функції ад'ютантів командирів приказів виконували пристави, які перевибиралися щорічно. У 1650-ті уводиться посада «п'ятисотного пристава» чи просто п'ятисотного, який обирався з числа рядових стрільців чи молодших командирів. Він виконував обов'язки заступника командира приказу з організації тилового забезпечення.
До середини XVII століття офіцерський склад стрілецьких полків був представлений головами й сотниками. У 1650-ті впроваджена посада півголови — першого заступника командира полка. У період московсько-польської війни 1654—1667 у практику уводиться пожалування стрілецьких голів чином полковника, який первісно мав почесне значення. Півголови, відповідно, жалувалися чином півполковника. У 1680 проведене перейменування стрілецьких голів у полковники, півголів — у півполковники, а сотників — у капітани. Відтоді ж старшим стрілецьким командирам став автоматично присвоюватися придворний чин стольника, після чого їхнє офіційне найменування стало звучати як «стольник і полковник», «стольник і полуполковник».

### В Україні
Після приєднання до Московської держави в другій половині XVII ст. Лівобережної України стрілецькі залоги було розміщено в Чернігові, Ніжині, Переяславі, Ромнах та інших містах.

### Участь в антиурядових виступах
Найбідніша частина стрільців брала участь у заворушеннях XVII — початку XVIII століть: разінському бунті, астраханському повстанні 1705—1706, а також у кількох стрілецьких бунтах (повстанні 1682 і 1698 років). Проте, у більшості стрілецькі війська залишилися вірними царському уряду.

### Ліквідація

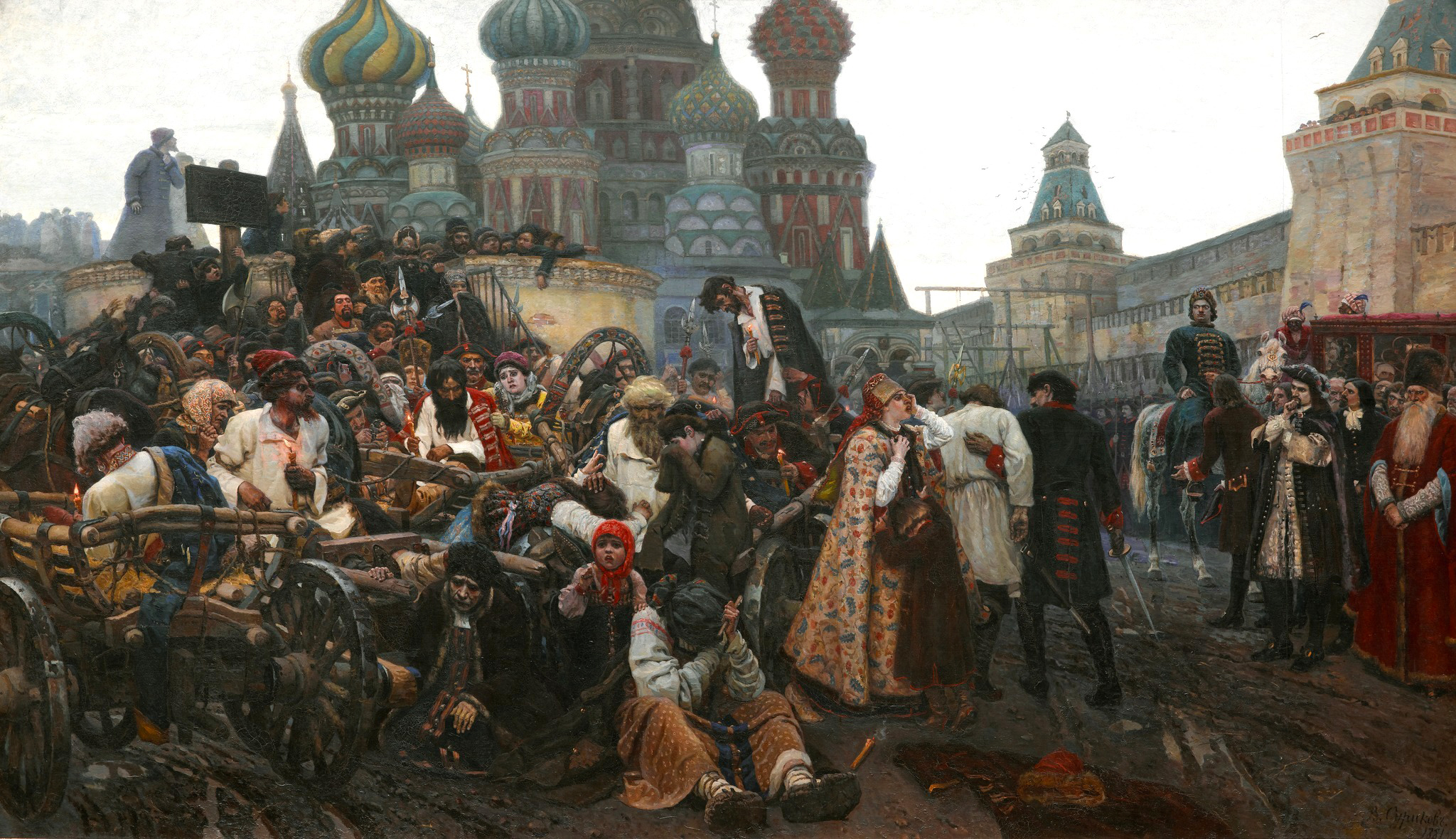
Василь Суриков «Ранок стрілецької страти»,1881, Державна Третьяковська галерея

Після падіння уряду Софії Олексіївни в 1689 Петро I приступив до поступового обмеження військово-політичної ролі стрілецького війська. Окремі полки переводилися до віддалених окраїнних («українних») міст для несення гарнізонної (прикордонної) служби, наприклад, 8 московських стрілецьких полків були виведені зі столиці «на вічне життя» в Бєлгород, Севськ і Київ.
Ліквідація стрілецького війська розпочата Петром I у січні 1699 після масових страт учасників Стрілецького бунту 1698 року (втім, у цьому зворушенні, на відміну від подій 1682 року, брали участь тільки 4 полки з багатьох московських стрілецьких полків).
Однак, події початкового етапу Північної війни (битва під Нарвою та ін.) змусили призупинити розформування. Більшість полків новоствореної армії (за винятком гвардійських) показали гірші порівняно зі стрільцями, бойові якості, окрім того, розформування мало привести до нових бунтів. Стрілецькі полки продовжували існування і в XVIII столітті, найбільш боєздатні з них брали участь в облозі Нарви (1704), Полтавській битві (1709), Прутському поході (1711). Водночас відбувалося поглинання стрільців новою регулярною армією. Як самостійне військо стрільці ліквідовані тільки в 1720-ті, але як «служилі люди старих служб» городові стрільці де-не-де зберігалися майже до кінця XVIII століття.

## Озброєння
На озброєнні стрілецького війська були пищалі, мушкети, бердиші, клинкова зброя — шаблі і шпаги, яку носили на поясній портупеї. Для стрільби з пищалі стрільці використовували необхідне спорядження: перев'язь-берендейку з підвішеними до неї трубочками з пороховими зарядами, сумку для куль, ріг з порохом для натрушування на зарядну полицю пищалі. Ближче до кінця 1670-х як додаткову зброю і для складання загороджень («рогаток») іноді застосовувалися довгі піки. Також використовувалися ручні гранати: наприклад, в описі Стрілецького приказу 1678 року згадуються 267 ядер гранатних ручних «нарядних» (артилерійських) вагою по одній і по дві і по три гривенки, сім ядер нарядних же гранатних, 92 ядра «тощих» (порожнистих) вагою по п'яти гривенок.
Окрім зброї, стрільці отримували з казни свинець і порох (у воєнний час 1-2 фунти на людину). Перед виступом у похід чи службову «посилку» стрільцям і городовим козакам видавалася необхідна кількість пороху й свинцю. У воєводських настановах містилася сувора вимога про видачу боєприпасів «при головах і при сотниках, і при отаманах», покликаних стежити, щоб стрільці і козаки «без діла зілля і свинцю не теряли», а по поверненні «як стрільби не буде», воєводи мали порох і свинець «у стрільців і в козаків вилучати в государеву казну».

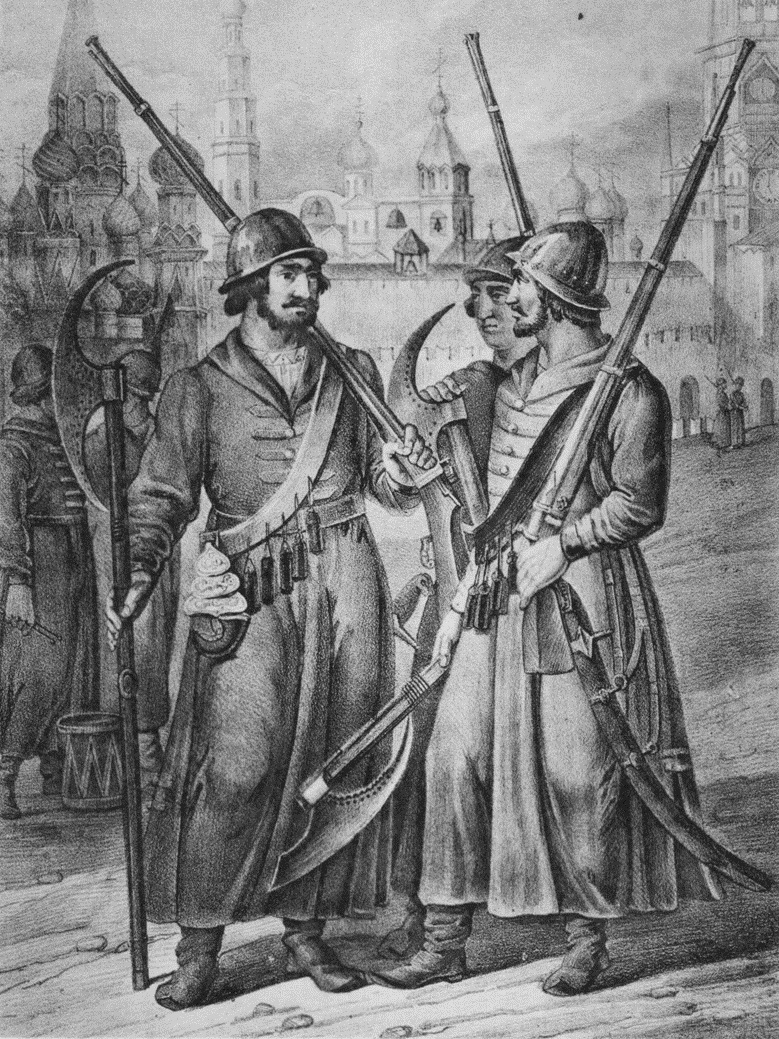
Стрільці в 1613. Малюнок з книжки Вісковатова, середина XIX століття

У другій половині XVII століття прапороносці і музиканти мали на озброєнні тільки шаблі. П'ятидесятники і сотники були озброєні тільки шаблями і протазанами. Старшим командирам (головам, півголовам і сотникам) окрім шабель належало мати тростини.
На озброєнні стрільців перебували гладкоствольні ґнотові, пізніше — кременеві пищалі. Що цікаво, в 1638 році вяземським стрільцям були видані ґнотові мушкети, на що ті заявили, що «вони з таких мушкетів з жаграми (тобто з прутами-запальниками) стріляти не вміють, і таких мушкетів доти в них з жаграми не бувало, а були мовляв у них і нині є пищалі старі із замками». У той же час ґнотова зброя зберігалася, і ймовірно, переважала до 1670-х років. Вогнепальна зброя була як московського виробництва, так і імпортна. Гвинтовими пищалями, власне виробництво яких почалося ближче до середини XVII століття, спершу стали споряджати стрілецьких голів і півголів, а з 1670-х років — і рядових стрільців. Зокрема, у 1671 році стрілецькому полку Івана Полтєва було видано 24; в 1675 р. стрільцям, які вирушали до Астрахані — 489 гвинтівок. У 1702 році в тюменських стрільців гвинтівки складали 7 %.
Захисне спорядження рядовими стрільцями, за рідкісними винятками, не вживалося. Винятком є згадка Ф. Тьєполо, який побував у Москві в 1560 році, про обмежене застосування московською піхотою шоломів. Збереглися відомості про військовий огляд на Дівочому полі 1664 року, коли в стрілецькому полку А. С. Матвєєва двоє прапороносців були в кірасах, а один — у латах. На деяких малюнках «Книги в лицах об избрании Михаила Фёдоровича на царство» 1676 року стрільці зображені у шоломах, схожих з кабасетами, але в документах вони не згадуються. Такі шоломи, у вигляді каски з крисами, були зручні для піхоти — не заважали під час стрільби і, разом з тим, надавали достатнього захисту.

## Однострій
Стрілецькі полки мали одноманітну й обов'язкову для всіх парадну форму («цвітне плаття»), що складалася з каптана, шапки з хутряною околицею, штанів і чобіт, колір яких (окрім штанів) регламентувався згідно з приналежністю до певного полка.
Спільні риси в зброї та однострої всіх стрільців:
- Всі стрільці носили рукавиці з крагами коричневої шкіри;
- у поході дуло пищалі чи мушкета затулялося коротким шкіряним чохлом;
- бердиш носили за спиною через будь-яке плече;
- поверх поясного ременя, до якого кріпилася шабля, надівався широкий пас (рос. кушак);
- на похідному каптані не було петлиць;
- зовнішньою відмінністю старших офіцерів («начальних людей») були шите перлами зображення корони на шапці і посох (тростина), а також горностаєвий підбій верхнього каптана і опушка шапки (вказувало на високородне князівське походження).

### Кольори
Кольори парадного однострою за полками в 1674 році (за Е. Пальмквістом):
| Полк                     | Каптан             | Підбій         | Петлиці        | Шапка         | Чоботи  |
| ------------------------ | ------------------ | -------------- | -------------- | ------------- | ------- |
| Полк Юрія Лутохіна       | Червоний           | Червоний       | Малинові       | Темно-сіра    | Жовті   |
| Полк Івана Полтєва       | Світло-сірий       | Малиновий      | Малинові       | Малинова      | Жовті   |
| Полк Василя Бухвостова   | Світло-зелений     | Малиновий      | Малинові       | Малинова      | Жовті   |
| Полк Федора Головленкова | Журавлинний        | Жовті          | Чорні          | Темно-сіра    | Жовті   |
| Полк Федора Александрова | Яскраво-червоний   | Світло-синій   | Темно-червоні  | Темно-сіра    | Жовті   |
| Полк Никифора Колобова   | Жовтий             | Світло-зелений | Темно-малинові | Темно-сіра    | Червоні |
| Полк Степана Янова       | Світло-синій       | Коричневий     | Чорні          | Малинова      | Жовті   |
| Полк Тимофія Полтєва     | Жовтогарячий       | Зелений        | Чорні          | Вишнева       | Зелені  |
| Полк Петра Лопухіна      | Вишневий           | Жовтогарячий   | Чорні          | Вишнева       | Жовті   |
| Полк Федора Лопухіна     | Жовто-помаранчевий | Малиновий      | Малинові       | Малинова      | Зелені  |
| Полк Давида Баранчеєва   | Малиновий          | Коричневий     | Чорні          | Коричнева     | Жовті   |
| Полк Івана Нарамацького  | Вишневий           | Світло-синій   | Чорні          | Малинова      | Жовті   |
| Полк Василя Лаговчина    | Брусницевий        | Зелений        | Чорні          | Зелена        | Жовті   |
| Полк Афанасія Лєвшина    | Світло-зелений     | Жовті          | Чорні          | Малинова      | Жовті   |
| Патріарші стрільці       | Вишневі            | Світло-зелений | Срібні         | Темно-червона | Жовті   |

Існує також версія, що згадані в цьому переліку (укладеному на основі малюнка сучасника) малинові петлиці насправді були золотими, а чорні — срібними.

## Прапори

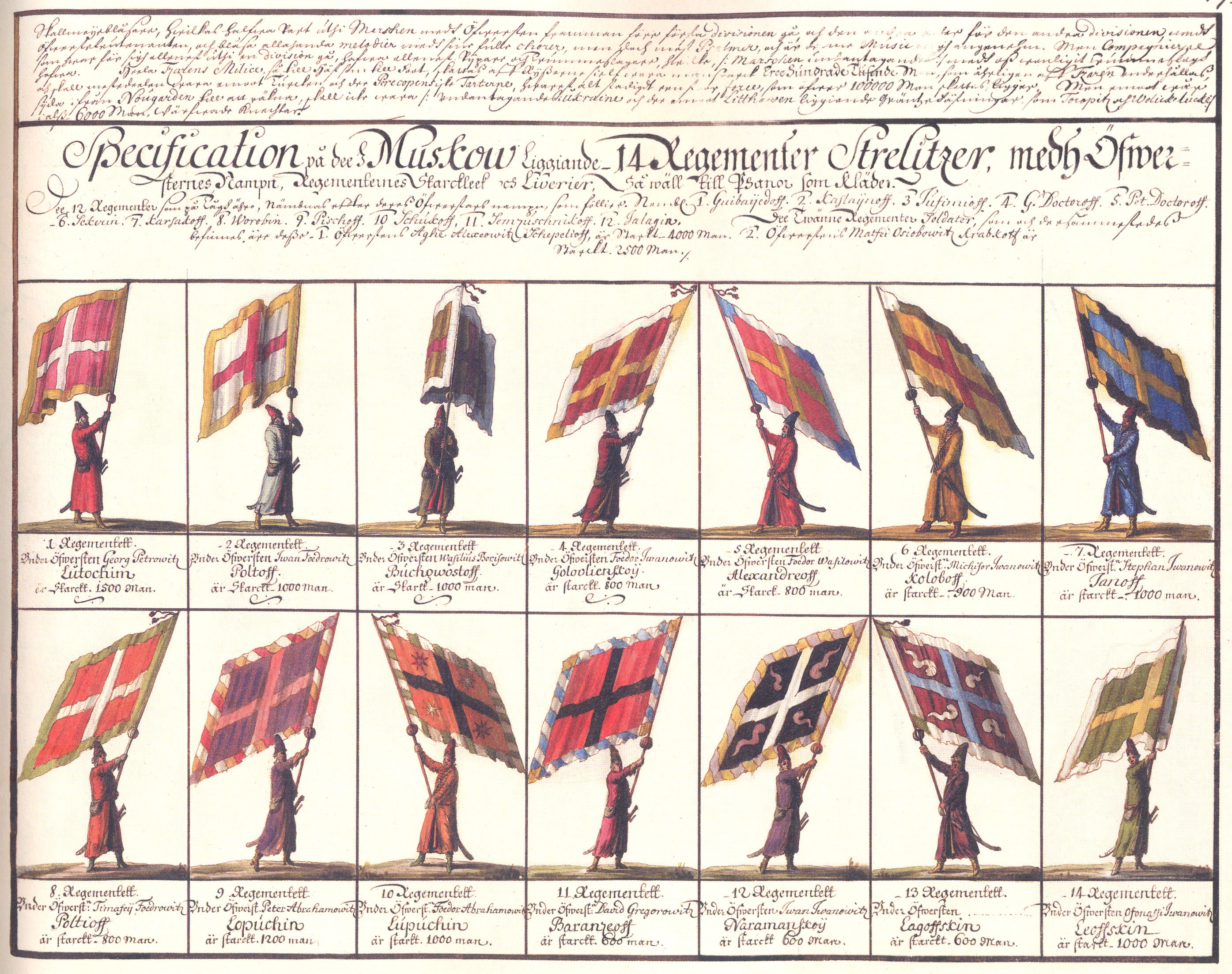
Прапори й однострій стрілецьких полків. «Нотатки про Росію, зроблені Еріком Пальмквістом у 1674 році»

У перші роки царювання Михайла Федоровича стрілецьким приказам видавали прапори двох типів: сотенні і прапори голів.
Стрілецькі прапори виготовляли у формі прямокутника довжиною від 3 до 4 аршинів і шириною від 2 до 3 аршинів. У середині полотнища вшивався хрест, який розбивав поле прапора на 4 рівні частини. У лівій верхній чверті вшивався восьмикінцевий хрест. На решті чвертей вшивалися різні знаки — зірки, кружки, косиці тощо.
Середня частина могла зшиватися з рівнобічних чотирикутників різних кольорів: такий прапор називався шаховим. Якщо прапор зшивався з чотирьох різнокольорових трикутників, він називався клинчастим. Прапори завжди опушувалися облямівкою.
Прапори голів шили з шовкових тканин, гаптували золотом і сріблом. Сотенні шили з киндяка, міткалю, полотна, кумачу, іноді з тафти та інших шовкових тканин.

### Особисті прапори начальників
Наприкінці XVII століття з'являються особисті прапори (у російській мові вони називалися просто «прапорами», на відміну від звичайних прапорів — «знамен») стрілецьких начальників. Вони влаштовувалися за зразком боярських, у центрі зображали Спасителя і Богородицю, лики Святих угодників, Архангелів і ангелів. Особисті прапори полковників, півполковників, майорів і квартирмейстерів мали два відкоси, прапори капітанів — один відкіс.

## Комплектування

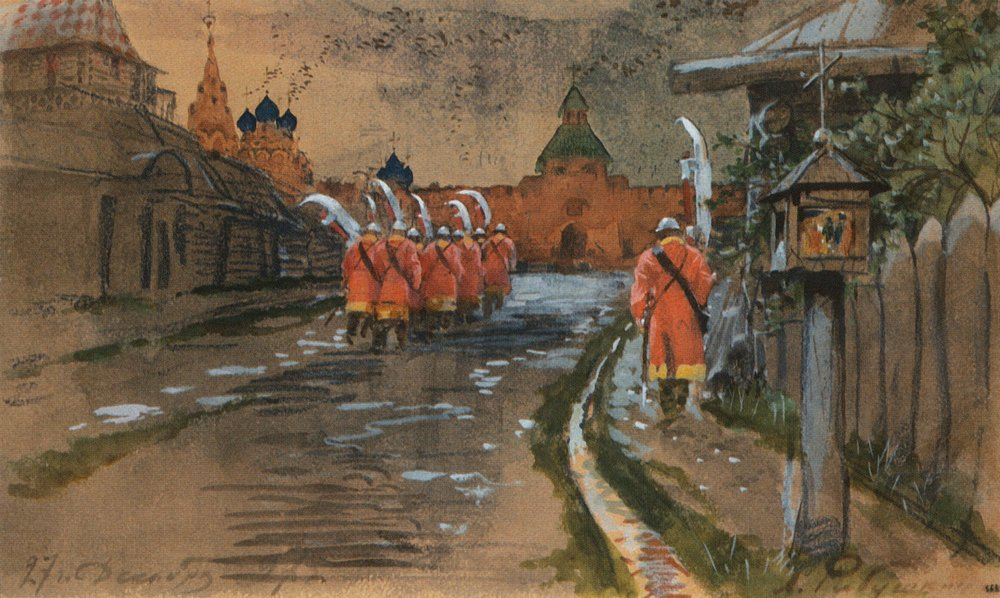
Рябушкін А. П. Стрілецький дозор біля Іллінських воріт у старій Москві

Перші стрільці, ймовірно, були організовані з числа найкращих пищальників. У мирний час на стрілецьку службу набиралися новобранці з числа вільних «гулящих» людей, синів чи родичів стрільців. У періоди воєнних дій власті нерідко вдавалися до набору в стрілецькі полки «даточних» людей, які збиралися з певного числа селянських чи посадських (міщанських) дворів. При вступленні на службу приставляли поручителів. Служба була довічною, але її можна було залишити, передавши «у спадщину». У результаті сформувався своєрідний стрілецький стан. Служба винагороджувалася грошовим і хлібним жалуванням, окрім того, стрільці мали пільги зі сплати судового мита й податків при заняттях ремеслом і торгівлею (наприклад, могли безмитно торгувати уроздріб своїм рукоділлям на суму не більшу, ніж 1 рубель, не платили судового мита в позовах на суму до 12 р., по великих святах могли безмитно готувати певну кількість пива і вина). На межі XVI—XVII століть рядові стрільці одержували на рік від 4 до 5 рублів, а також по 12 чвертей жита й вівса. Городові стрільці, на відміну від московських, мали менше грошове і хлібне жалування, але додатково отримували земельне жалування у вигляді права користування різними земельними угіддями. Московським стрільцям, окрім того, ще видавали сіль і сукно. Дясятники і п'ятидесятники, що обиралися з числа рядових, мали вищі оклади.

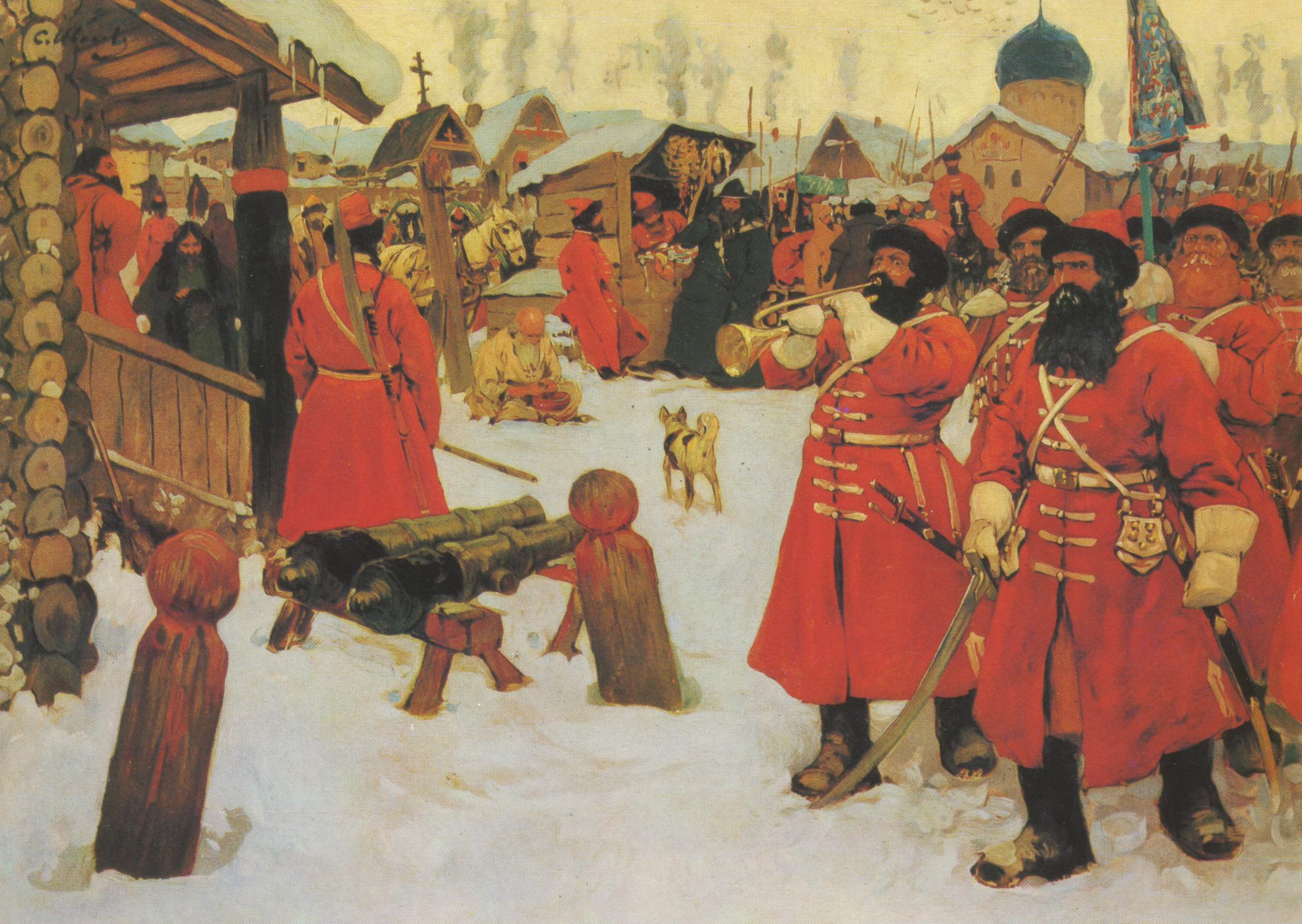
Стрільці. Фрагмент картини С. В. Іванова «Цар. XVI ст.» (1902)

## Галерея
Зовнішній вигляд стрільців у 1674 році.

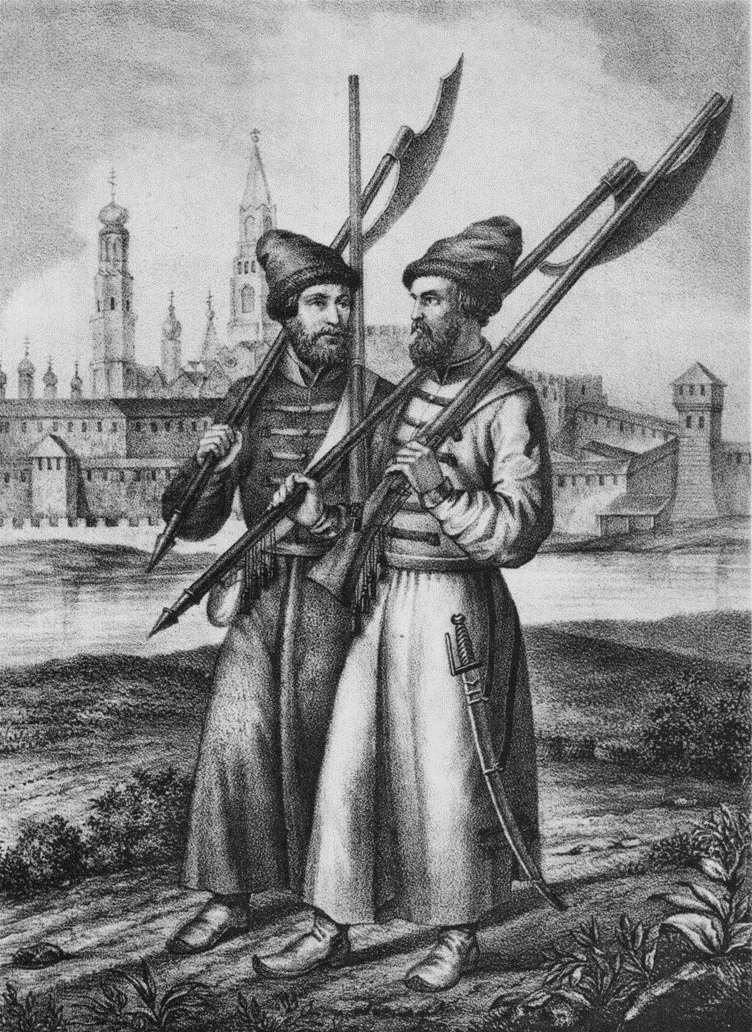
Стрільці Московських Стрілецьких полків Лутохіна та Івана Полтєва
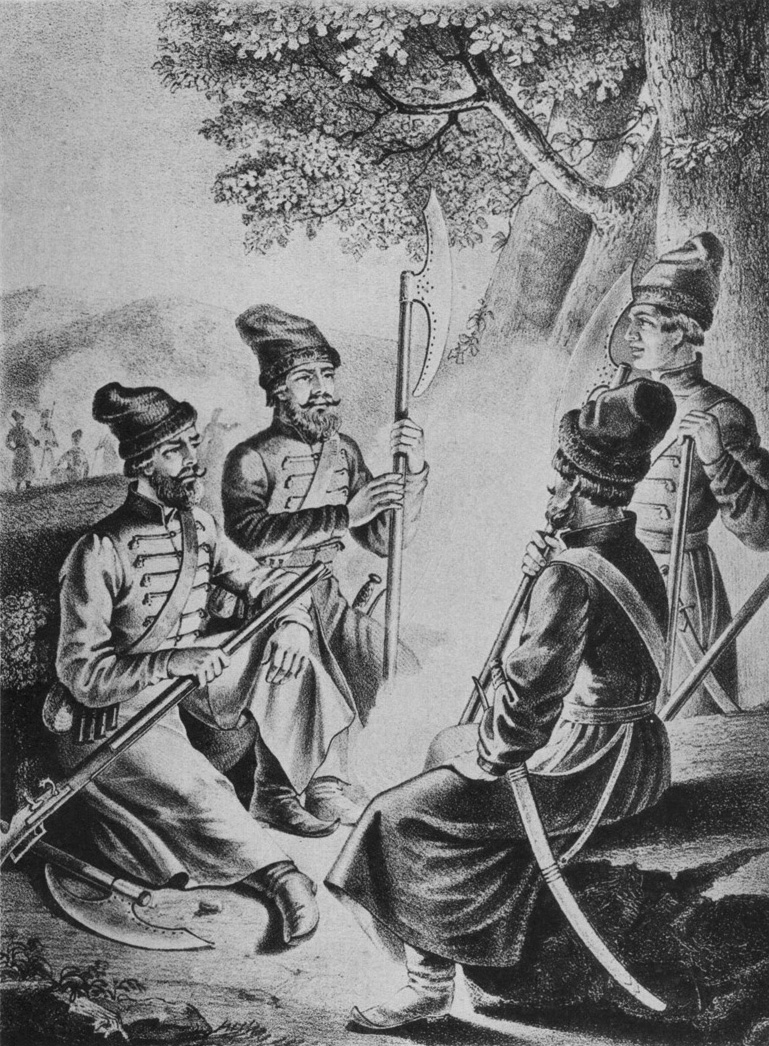
Стрільці Московських Стрілецьких полків: Колобова, Александрова, Головлінського та Бухвостова
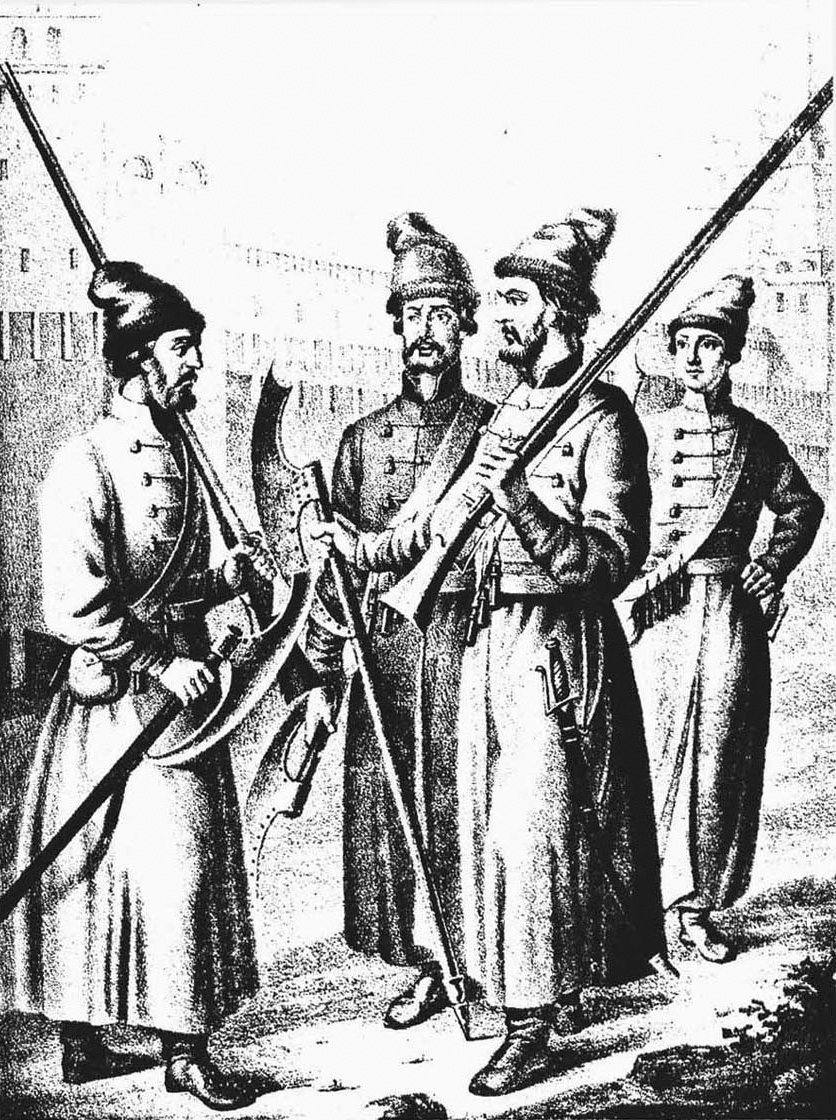
Стрільці Московських Стрілецьких полків: Тимофія Полтєва, Петра Лопухіна, Якова та Федора Лопухіна
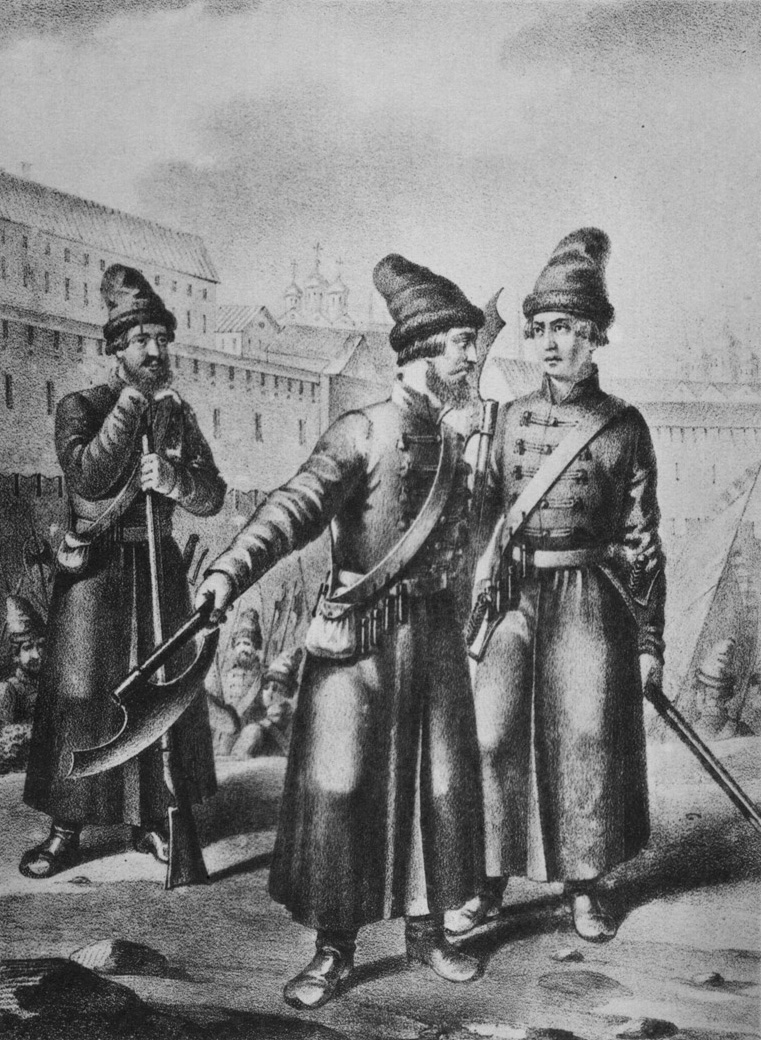
Стрільці Московських Стрілецьких полків: Лаговськіна, Воронцова та Нараманського
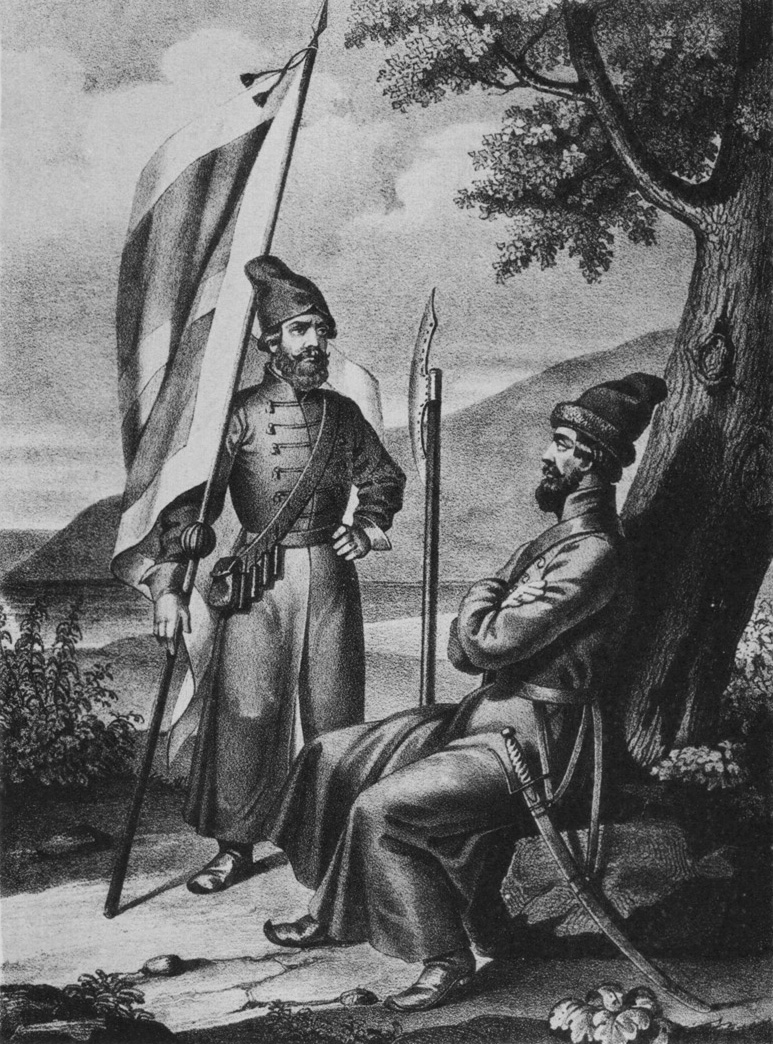
Прапороносець і стрілець Московського Стрілецького Лєвшина полка
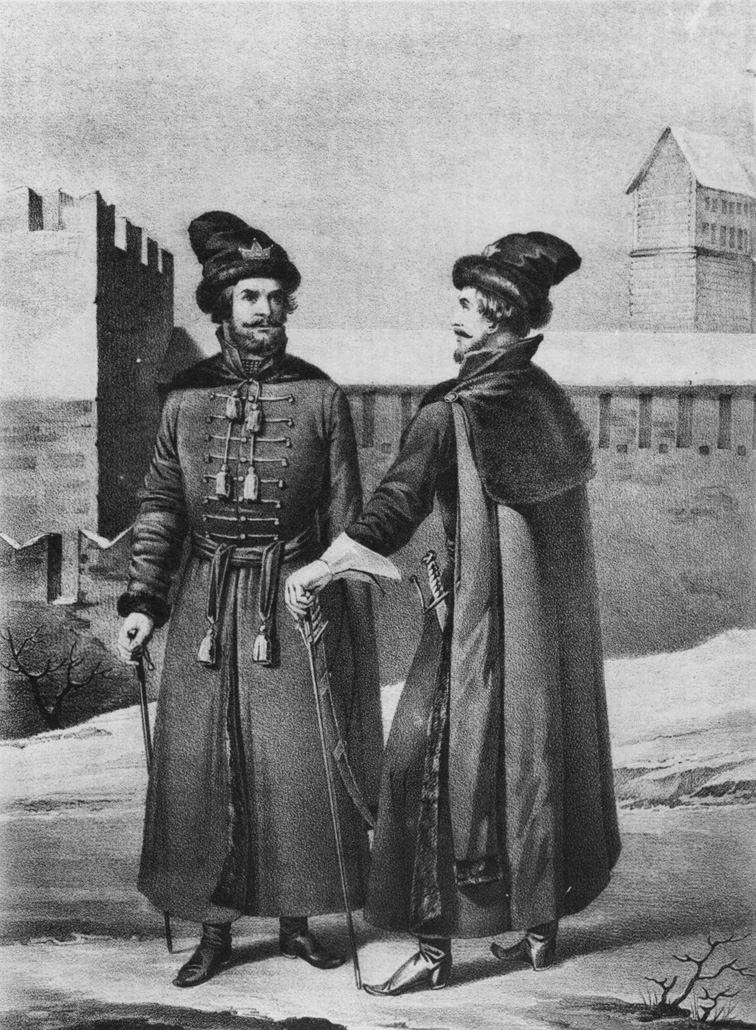
Начальні люди (офіцери) Московських Стрілецьких полків